# Ramón Lara
Ramón Lara fue un capitán de milicias de caballería argentino que tuvo un destacado papel en la expansión de las Provincias Unidas del Río de la Plata al sur del río Salado.

## Biografía
Ramón Lara nació el 30 de agosto de 1771 en la estancia de sus padres en Punta Lara, pago de la Magdalena, hijo del teniente de milicias de la Ensenada Bernardo Lara y de Petrona Rodríguez. Fue bautizado el 1 de setiembre de 1771, en la Ensenada de Barragán.
Era de la misma edad, del mismo pago y pariente de Martín Rodríguez.

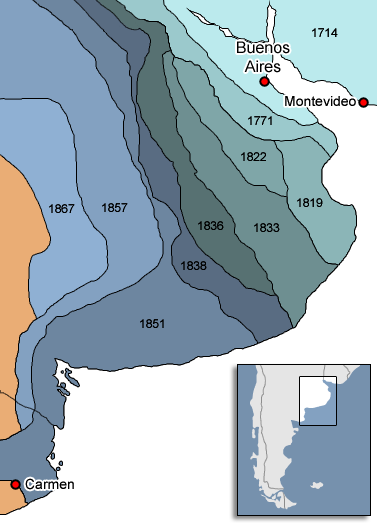
Frontera con el indio.

Adhirió a la Revolución de Mayo de 1810 sumándose a las fuerzas de la revolución emancipadora. En 1814 tenía el grado de capitán de milicias y estaba destacado en Chascomús cuando fue enviado por el Comandante de Fronteras al sur del río Salado, reconocido desde 1790 como frontera con los indios, al frente de una expedición de 50 soldados costeada por los hacendados de la zona con el objeto de combatir a las tribus en su territorio.
De acuerdo a las instrucciones del comandante general de campaña Balcarce, en octubre de 1815 avanzó nuevamente hacia el sur acantonándose a orillas de la laguna Kakel Huincul, partido de Monsalvo, después Junín.
Designado teniente alcalde de la Banda Oriental del Río Salado se convirtió en la primera autoridad de la región.
El 16 de febrero de 1816 Ramón Lara fue ascendido a capitán del regimiento 5.º de Milicias de Caballería, mientras que la partida a su mando se convertía en la Compañía Veterana de Blandengues de la Frontera y el acantonamiento de Kakel Huincul, que se convertía en una nueva Guardia de Frontera, quedaba a su cargo.

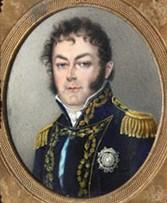
Juan Martín de Pueyrredón.

El 3 de enero de 1817 Ramón Lara fue confirmado en su puesto y al año siguiente combatió exitosamente a las fuerzas del cacique Negro, persiguiéndolo con una tropa de 50 blandengues y 200 milicianos hasta la Sierra de la Tinta. En la acción Lara fue herido de un lanzazo.
El 21 de agosto de 1817 participó de la creación del Curato de Nuestra Señora de los Dolores y de la fundación de la ciudad de Dolores, autorizada por decreto del Director Supremo de las Provincias Unidas del Río de la Plata Juan Martín de Pueyrredón. Lara delineó el nuevo pueblo, primera población creada por el naciente estado argentino luego de la declaración de independencia de la Argentina, sobre tierras donadas por Julián Martínez de Carmona.
Como recompensa recibió del Directorio 15000 hectáreas situada en las proximidades de Juárez, cerca de la Sierra de la Tinta.

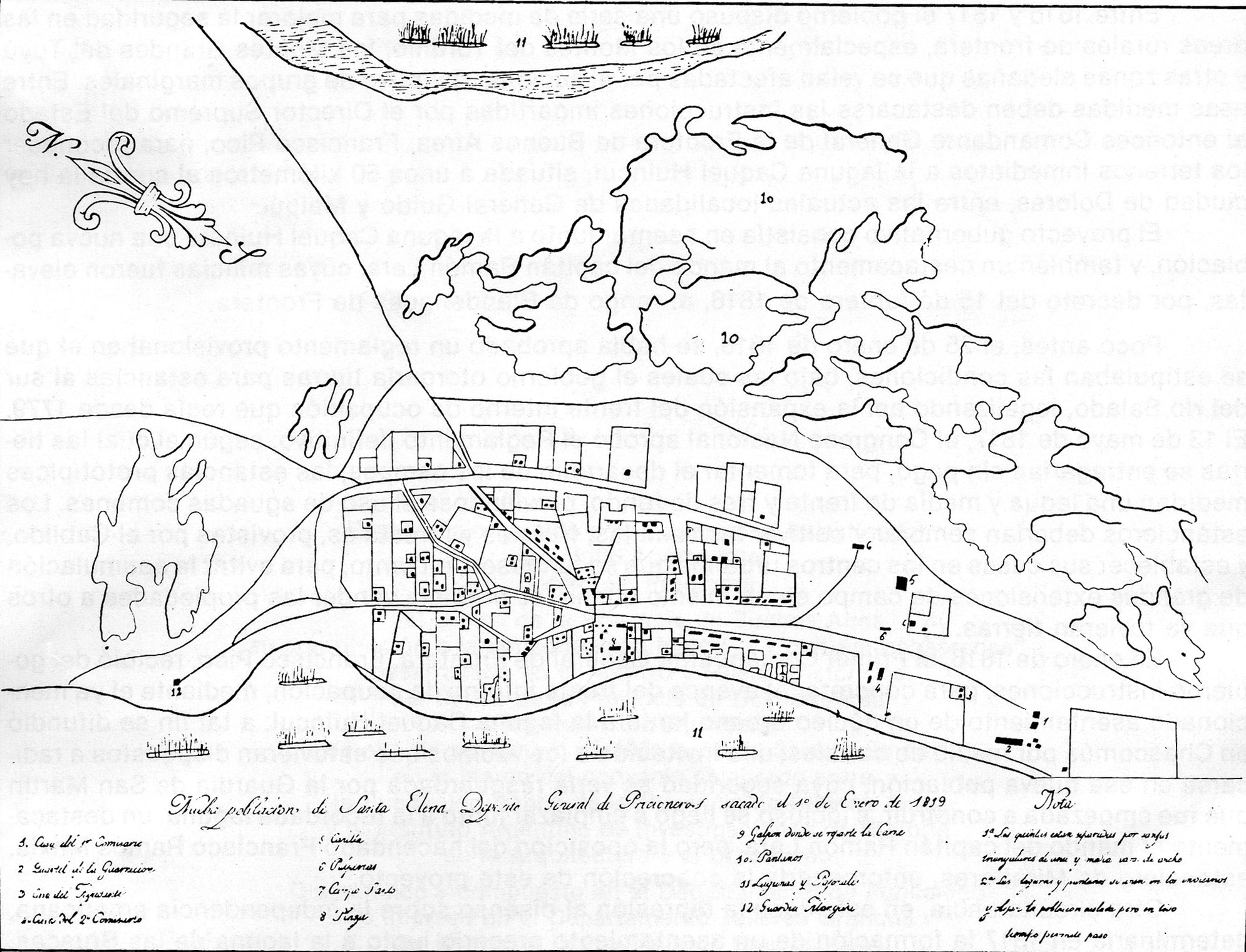
El centro de detención de Las Bruscas en 1819.

Lara estuvo al frente del campo de prisioneros de Las Bruscas (o Santa Elena), a pocos kilómetros de la ciudad, en el que fueron concentrados la mayoría de los prisioneros realistas de la campaña de José de San Martín para la liberación de Chile.
El establecimiento contaba con capilla, cementerio, casas, cuadras, almacenes, cuarteles para la tropa, dependencias para los prisioneros y quintas para su alimentación.
Tras la entrada de Martín Rodríguez contra los indígenas y la posterior redada en la estancia de Francisco Hermógenes Ramos Mejía, quien mantenía excelentes relaciones con tribus pacíficas, la situación en la frontera se deterioró rápidamente.
En ausencia de Lara, la guardia de Kakel fue destruida el 30 de abril de 1821 por un malón de 1500 indios capitaneados por José Luis Molina, quien sometió también a la población de Dolores a varios días de saqueo, destruyéndola y llevándose a varias familias, entre ellas la de Lara, y alrededor de 10000 cabezas de ganado.
Lara consiguió rescatar a su familia y en 1826 inició las tareas de reconstruir el pueblo según planos del ingeniero José M.Romero. Tras el reparto de tierras, construyó su iglesia y la primera escuela. Designado primer juez Político Militar de la Banda Oriental del Salado y primer juez de Paz de Dolores, sus funciones incluían el mando militar y civil y la administración de justicia.

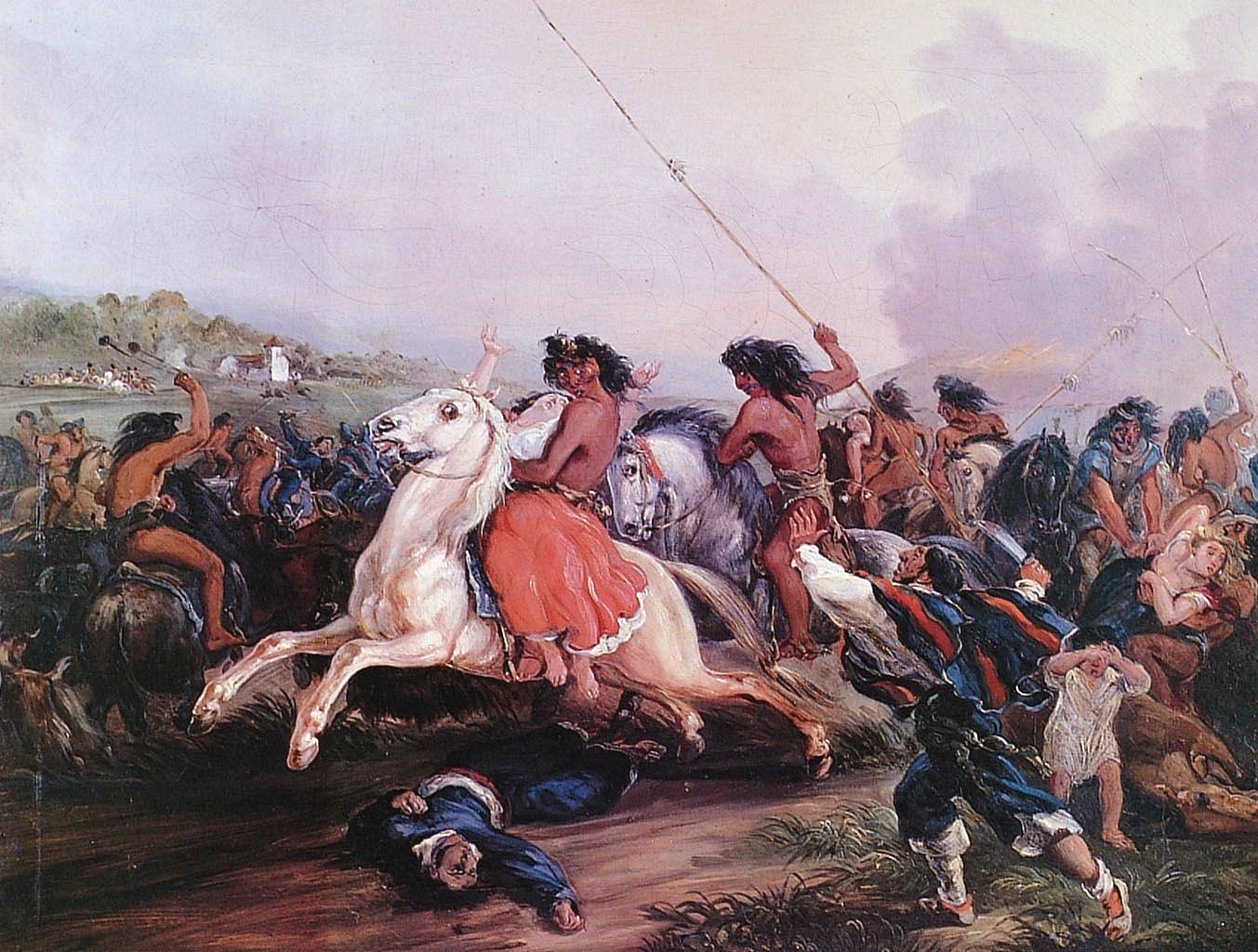
"El malón" por Mauricio Rugendas.

Iniciada la guerra del Brasil, Lara estuvo comisionado junto a Pedro Antonio Capdevila y Benito Machado de la recolección de caballadas para el ejército republicano, llegando a remitir 1445 caballos en su mayor parte donados.
En 1831 la reconstrucción de Dolores había finalizado. 
Tras retirarse del ejército, Lara se afincó en la ciudad que creara. Viudo de Olegaria Martínez, el 25 de abril de 1832 casó con María del Tránsito Navarro, siendo testigo su amigo Antonio González.
Falleció el 9 de junio de 1834 en Dolores. En esa ciudad, una calle y plazoleta (incluye un monumento) llevan su nombre.